# Championnat de Namibie d'échecs
Le championnat de Namibie d'échecs est une compétition organisée par la Fédération des échecs de Namibie.

## Vainqueurs du championnat mixte
| No. | Année | Vainqueur           |
| --- | ----- | ------------------- |
| 1   | 2001  | Charles Eichab      |
| 2   | 2002  | Leonhard Muller     |
| 3   | 2003  | Werner Tjipueja     |
| 4   | 2004  | Otto Nakapunda      |
| 5   | 2005  | Helmuth Leicher     |
| 6   | 2006  | Reuben Beukes       |
| 7   | 2007  | Charles Eichab      |
| 8   | 2008  | Frans Dennis        |
| 9   | 2009  | Charles Eichab      |
| 10  | 2010  | Leonhard Mueller    |
| 11  | 2011  | Max Nitzborn        |
| 12  | 2012  | Charles Eichab      |
| 13  | 2013  | Goodwill Khoa       |
| 14  | 2014  | Leo Muller          |
| 15  | 2015  | Charles Eichab      |
| 16  | 2016  | Charles Eichab      |
| 17  | 2017  | Dante Beukes        |
| 18  | 2018  | Charles Eichab      |
| 19  | 2019  | Dante Beukes        |
| 20  | 2020  | Pas d'édition       |
| 21  | 2021  | Dante Beukes        |
| 22  | 2022  | Charles Eichab      |
| 23  | 2023  | Heskiel Ndahanguapo |
| 24  | 2024  | Heskeil Ndahangwapo |

## Vainqueuses du championnat féminin
| Année | Vainqueuse          |
| ----- | ------------------- |
| 2011  | Lishen Mentile      |
| 2012  |                     |
| 2013  |                     |
| 2014  |                     |
| 2015  | Lishen Mentile      |
| 2016  | Lishen Mentile      |
| 2017  | Lishen Mentile      |
| 2018  |                     |
| 2019  |                     |
| 2020  |                     |
| 2021  | Lishen Mentile      |
| 2022  | Rauha Shipindo      |
| 2023  | Jolly-Joice Nepando |
| 2024  | Lutopu Khoa         |